# Castelo de Malmo (condado)

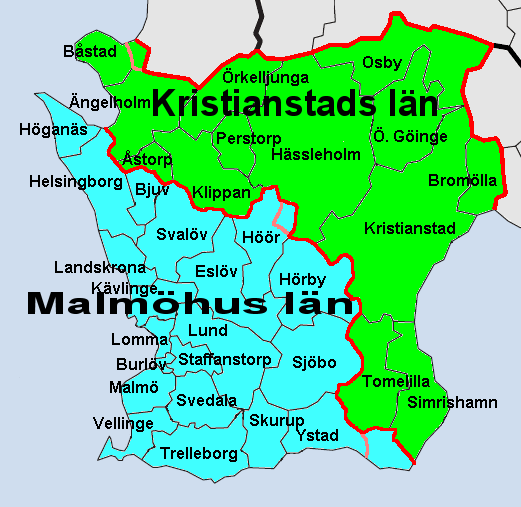
O antigo condado de Malmöhus - Malmöhus län - e o antigo condado de Kristianstad - Kristianstads län - entre 1970 e 1997.

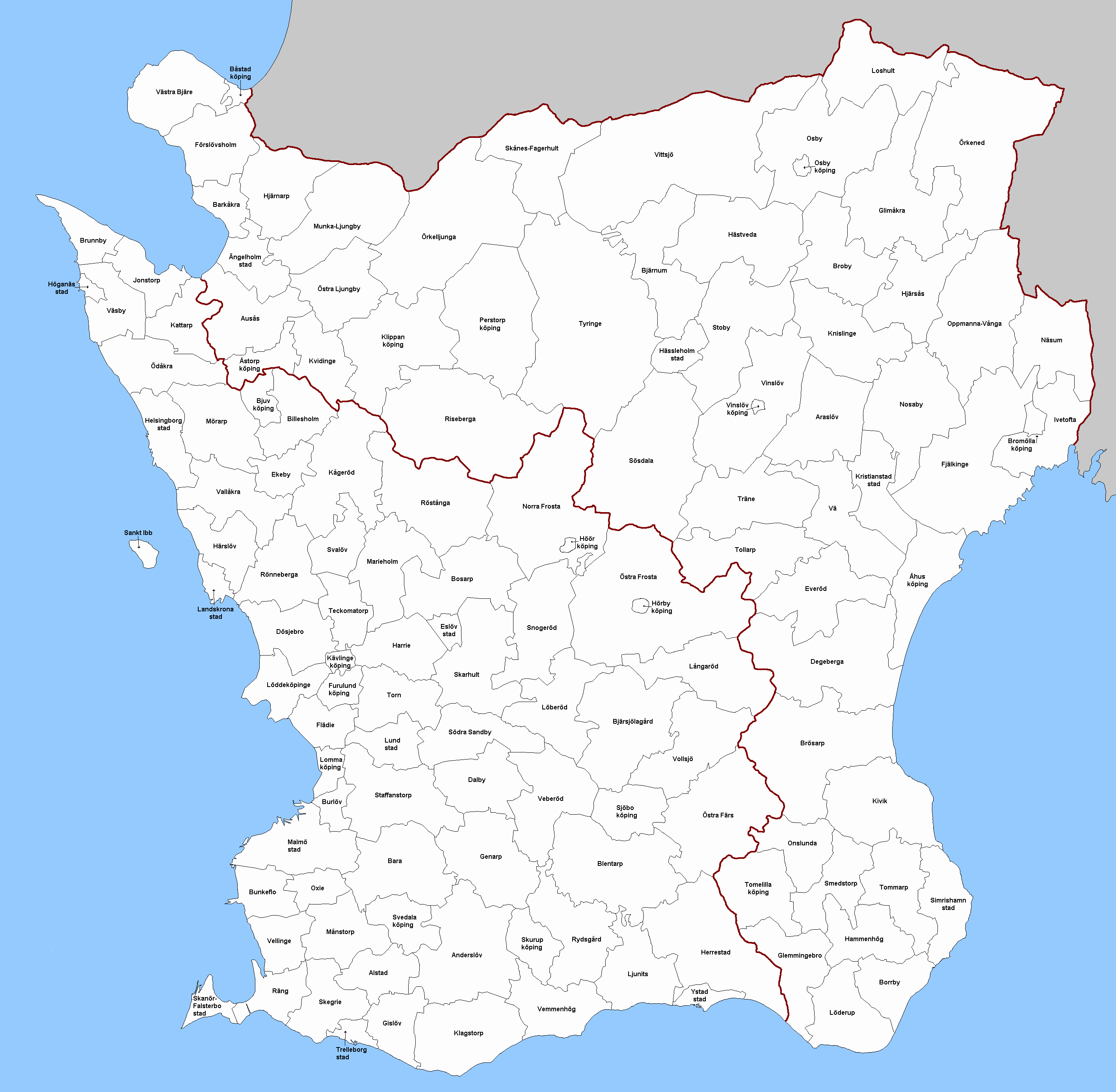
As antigas comunas do antigo condado de Malmöhus - Malmöhus län - em 1952.

Castelo de Malmo, mais conhecido como Condado de Malmöhus (em sueco: Malmöhus län;  pronúncia) foi um condado da Suécia até 31 de dezembro de 1996, quando foi unido ao condado de Kristianstad para formar o atual condado da Escânia. Sua capital era a cidade de Malmo. Outras cidades importantes eram Lund, Landskrona, Helsingborg, Ystad, Trelleborg, Skanör-Falsterbo.

## Lista de Governadores
- Carl Gustaf Hård (1719-1727)
- Johan Cronman (1727-1737)
- Wilhelm Bennet (1737-1740)
- Carl Georg Siöblad (1740-1754)
- Georg Bogislaus Staël von Holstein (1754-1763)
- Carl Adlerfelt (1764-1769)
- Johan Cronhielm (1769-1772)
- Reinhold Johan von Lingen (1772)
- Bengt Gustaf Frölich (1772-1776)
- Tage Thott (1776-1794)
- Gustaf von Rosen (1794-1812)
- Wilhelm af Klinteberg (1812-1829)
- Jean Albrecht Berg von Linde (1829-1831)
- Magnus Stackelberg (1831-1833)
- Fredrik Posse (1834-1851)
- Samuel von Troil (1851-1874)
- Axel Adlercreutz (1874-1880)
- Gotthard Wachtmeister (1880-1892)
- Robert Dickson (1892-1902)
- Gustaf Tornérhjelm (1902-1909)
- Robert de la Gardie (1909-1925)
- Fredrik Ramel (1925-1938)
- Arthur Thomson (1939-1951)
- Allan Vougt (1951-1953)
- Gustav Adolf Widell (1953-1961)
- Gösta Netzén (1961-1973)
- Nils Hörjel (1973-1984)
- Bertil Göransson (1984-1993)
- Ann-Cathrine Haglund (1993-1996)

### Castelo de Malmöhus (MalmöhusouMalmöhus slott)
- Malmöhus Castle - Scandinavia´s oldest surviving Renaissance castle (em inglês)
- Welcome to Malmö Museer - Malmöhus Castle
- «Malmöhus» (em sueco). Nationalencyklopedin (Enciclopédia Nacional Sueca). Consultado em 5 de fevereiro de 2019
- «Malmö». Infopédia. Consultado em 6 de fevereiro de 2019

### Condado de Malmöhus (Malmöhus län)
- «Malmöhus län» (em sueco). Nationalencyklopedin (Enciclopédia Nacional Sueca). Consultado em 5 de fevereiro de 2019
- «Malmöhus» (em inglês). Encyclopædia Britannica ( Enciclopédia Britânica). Consultado em 6 de fevereiro de 2019
- «Malmö» (em francês). Encyclopédie Larousse (Enciclopédia Larousse). Consultado em 6 de fevereiro de 2019
- «Malmö» (em italiano). Treccani (Enciclopedia Italiana di Scienze, Lettere ed Arti dall'Istituto Giovanni Treccani). Consultado em 6 de fevereiro de 2019